# Уилям Бейкър
Уилям Бейкър (на английски: William F. Baker) е виден американски строителен инженер.
Той е главният инженерство партньор по в чикагския офис на архитектурното ателие „Скидмор, Оуингс и Мерил“.

## Проекти
Бейкър е главният инженер на следните проекти:
- Корпоративен център на АТ&Т
- Бурж Халифа
- Инфинити тауър